# El Temporal Uno
El Temporal Uno är en ort i Mexiko.   Den ligger i kommunen Hopelchén och delstaten Campeche, i den östra delen av landet, 1 000 km öster om huvudstaden Mexico City. El Temporal Uno ligger 104 meter över havet och antalet invånare är 148.
Terrängen runt El Temporal Uno är platt. Runt El Temporal Uno är det mycket glesbefolkat, med 2 invånare per kvadratkilometer. Närmaste större samhälle är Dzibalchen, 14,5 km söder om El Temporal Uno. I omgivningarna runt El Temporal Uno växer i huvudsak städsegrön lövskog.